# Pallacanestro Treviso 2007-2008
Questa voce raccoglie le informazioni riguardanti la Pallacanestro Treviso nelle competizioni ufficiali della stagione 2007-2008.

## Stagione
La stagione 2007-2008 della Pallacanestro Treviso sponsorizzata Benetton, è la 24ª nel massimo campionato italiano di pallacanestro, la Serie A.

## Roster
Aggiornato al 29 dicembre 2021.
| Benetton Treviso 2007-2008 | Benetton Treviso 2007-2008 |
| Giocatori                  | Staff tecnico              |
| -------------------------- | -------------------------- |

| N. | Naz.                                     | Ruolo | Nome                 | Anno | Alt.   | Peso   |  |
| -- | ---------------------------------------- | ----- | -------------------- | ---- | ------ | ------ |  |
| 4  | Stati Uniti (bandiera)                   | AC    | Mario Austin         | 1982 | 206 cm | 120 kg |  |
| 5  | Italia (bandiera)                        | G     | Giuliano Maresca     | 1981 | 192 cm | 86 kg  |  |
| 6  | Turchia (bandiera) · Germania (bandiera) | G     | Engin Atsür          | 1984 | 193 cm | 90 kg  |  |
| 7  | Italia (bandiera)                        | AP    | Matteo Soragna (C)   | 1975 | 196 cm | 95 kg  |  |
| 8  | Stati Uniti (bandiera)                   | P     | Lionel Chalmers      | 1980 | 183 cm | 82 kg  |  |
| 9  | Italia (bandiera)                        | G     | Marco Mordente       | 1979 | 191 cm | 88 kg  |  |
| 10 | Italia (bandiera)                        | AG    | Niccolò Martinoni    | 1989 | 203 cm | 95 kg  |  |
| 11 | Stati Uniti (bandiera)                   | P     | John Lucas           | 1982 | 180 cm | 75 kg  |  |
| 12 | Regno Unito (bandiera)                   | C     | Pops Mensah-Bonsu    | 1983 | 206 cm | 108 kg |  |
| 13 | Stati Uniti (bandiera)                   | AP    | DerMarr Johnson      | 1980 | 206 cm | 92 kg  |  |
| 13 | Bosnia ed Erzegovina (bandiera)          | AC    | Haris Mujezinović    | 1974 | 205 cm | 115 kg |  |
| 14 | Italia (bandiera)                        | C     | Tommaso Fantoni      | 1985 | 206 cm | 106 kg |  |
| 15 | Italia (bandiera)                        | C     | Angelo Gigli         | 1983 | 211 cm | 104 kg |  |
| 17 | Spagna (bandiera)                        | AP    | Rodrigo de la Fuente | 1976 | 200 cm | 99 kg  |  |
| 18 | Stati Uniti (bandiera)                   | GA    | Reece Gaines         | 1981 | 198 cm | 102 kg |  |
| 19 | Italia (bandiera)                        | AC    | Andrea Renzi         | 1989 | 206 cm | 103 kg |  |
| 20 | Italia (bandiera)                        | G     | Andrea Saccaggi      | 1989 | 190 cm | 85 kg  |  |
| -  | Italia (bandiera)                        |       | Francesco Barzan     | 1989 |        |        |  |
| -  | Italia (bandiera)                        | P     | Nicolò Cazzolato     | 1989 | 194 cm | 86 kg  |  |
| -  | Italia (bandiera)                        | AG    | David Gaspardo       | 1989 | 203 cm |        |  |
| -  | Italia (bandiera)                        | G     | Federico Loschi      | 1990 | 195 cm |        |  |
| -  | Italia (bandiera)                        |       | Lorenzo Prosperi     | 1990 |        |        |  |
| -  | Italia (bandiera)                        | G     | Daniele Sandri       | 1990 | 197 cm | 81 kg  |  |

| Allenatore |
| - Alessandro Ramagli (fino al 2 novembre) - Francesco Vitucci (dal 3 novembre fino al 19 novembre) - Oktay Mahmuti (dal 19 novembre) |
| Assistente/i |
| - / Marcelo Nicola - Francesco Vitucci (fino al 3 novembre e dal 19 novembre) Legenda - (C) Capitano - (IN) Inattivo - Infortunato   |

## Mercato

### Sessione estiva
| Acquisti | Acquisti             | Acquisti           | Acquisti      | Acquisti |
| R.       | Nome                 | da                 | Modalità      |          |
| -------- | -------------------- | ------------------ | ------------- | -------- |
| G        | Engin Atsür          | NCSU Wolfpack      | definitivo    |          |
| P        | Lionel Chalmers      | Saragozza          | definitivo    |          |
| AP       | DerMarr Johnson      | Denver Nuggets     | definitivo    |          |
| C        | Mario Austin         | H. Gerusalemme     | definitivo    |          |
| G        | Andrea Saccaggi      | Don Bosco Livorno  | definitivo    |          |
| C        | Pops Mensah-Bonsu    | Dallas Mavericks   | definitivo    |          |
| G        | Giuliano Maresca     | Sutor Montegranaro | definitivo    |          |
| AP       | Rodrigo de la Fuente | Barcellona         | definitivo    |          |
| C        | Tommaso Fantoni      | Basket Livorno     | definitivo    |          |
| AP       | Ernests Kalve        | Gießen 46ers       | fine prestito |          |

| Cessioni | Cessioni         | Cessioni             | Cessioni         | Cessioni |
| R.       | Nome             | a                    | Modalità         |          |
| -------- | ---------------- | -------------------- | ---------------- | -------- |
| G        | Terrell Lyday    | Zenit S. Pietroburgo | fine contratto   |          |
| PG       | Nikos Zīsīs      | CSKA Mosca           | fine contratto   |          |
| AG       | Marcus Goree     | CSKA Mosca           | fine contratto   |          |
| AP       | Preston Shumpert | Beşiktaş             | fine contratto   |          |
| G        | Richie Frahm     | Phoenix Suns         | fine contratto   |          |
| GA       | Bryant Smith     | Keravnos             | fine contratto   |          |
| AG       | Spencer Nelson   | Fortitudo Bologna    | fine contratto   |          |
| G        | Roberto Rullo    | A. Costa Imola       | prestito         |          |
| C        | Gino Cuccarolo   | RB Montecatini       | prestito         |          |
| AP       | Ernests Kalve    | ASK Rīga             | fine contratto   |          |
| C        | Andrea Crosariol | Virtus Bologna       | rinnovo prestito |          |

### Dopo l'inizio della stagione
| Acquisti | Acquisti          | Acquisti       | Acquisti         | Acquisti      |
| R.       | Nome              | da             | Data             | Modalità      |
| -------- | ----------------- | -------------- | ---------------- | ------------- |
| GA       | Reece Gaines      | Olimpia Milano | 15 novembre 2007 | definitivo    |
| P        | John Lucas        | Free agent     | 10 gennaio 2008  | definitivo    |
| C        | Andrea Crosariol  | Virtus Bologna | febbraio 2008    | fine prestito |
| AC       | Haris Mujezinović | Akademik Sofia | 3 aprile 2008    | definitivo    |

| Cessioni | Cessioni             | Cessioni       | Cessioni         | Cessioni    |
| R.       | Nome                 | a              | Data             | Modalità    |
| -------- | -------------------- | -------------- | ---------------- | ----------- |
| AP       | DerMarr Johnson      | Austin Toros   | 23 novembre 2007 | rescissione |
| AP       | Rodrigo de la Fuente | Virtus Roma    | 2 gennaio 2008   | rescissione |
| C        | Tommaso Fantoni      | Basket Livorno | febbraio 2008    | prestito    |
| C        | Andrea Crosariol     | Virtus Roma    | febbraio 2008    | prestito    |
| G        | Giuliano Maresca     | Olimpia Milano | 10 febbraio 2008 | prestito    |
| P        | John Lucas           | Free agent     | 11 marzo 2008    | rescissione |